# Negru de fum

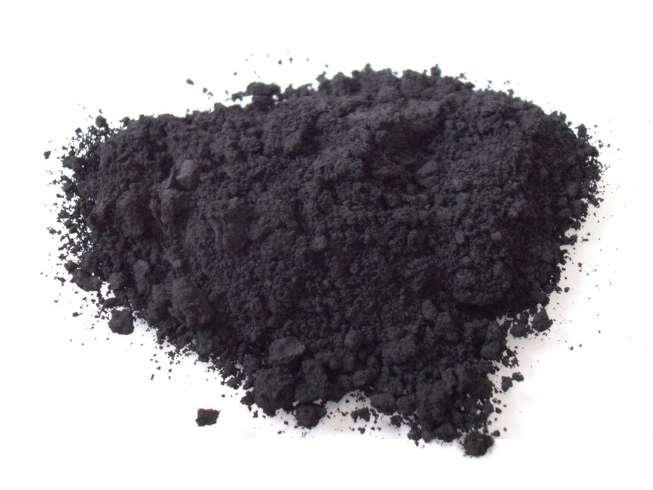
Negru de fum

Negrul de fum este pulbere compusă din particule de carbon amorf, fin divizate, obținută prin depunerea, într-o serie de camere cu pereți reci, a fumului rezultat dintr-o ardere incompletă cu, cantități insuficiente de aer, a gazelor naturale sau a unor materii prime specifice pe bază de hidrocarburi din industria petrochimică, precum în gudroanele de huilă.

## Utilizare
Negrul de fum este utilizat pe scara largă în industrie, în special în producția de anvelope, la fabricarea cauciucurilor, fiind un pigment folosit în industria lacurilor, vopselelor, maselor plastice, cablurilor, etc.
În criminalistică, negrul de fum este folosit la descoperirea amprentelor digitale de pe obiectele cercetate.

## Periculozitate
Este un posibil carcinogen pentru oameni, iar expunerea pe termen scurt la concentrații mari poate produce disconfort la nivelul tractului respirator superior, producând iritație mecanică.
În trecut, se producea negru de fum în România la nivel industrial în localitatea Copșa Mică. 